# Philips :YES
De Philips :YES is een personal computer uit 1985 ontwikkeld door Philips. De computer was MS-DOS-compatibel en er werden drie modellen uitgebracht: Model 1, 2 en 3. De computer was bedoeld voor gebruik in het midden- en kleinbedrijf, het onderwijs en door zelfstandigen. Ook de thuisgebruiker behoorde tot de doelgroep. Philips bracht de computer alleen uit voor de Europese markt.
De computer was niet compatibel met de computers van IBM, een van de redenen dat de Philips :Yes niet succesvol is geworden.

## Specificaties
Alle modellen hebben een ROM-geheugen van 64 kB met de inhoud van het besturingssysteem. Het grote verschil tussen de modellen was het werkgeheugen: Model 1, 2 en 3 bevatten respectievelijk 128kB, 256kB en 640kB. Ook de toevoeging van een muisinterface, SASI-interface en klok op batterij bij de modellen 2 en 3.

### Technische gegevens
- Intel 80186 op 8MHz microprocessor;
- 64 kB ROM
- Werkgeheugen (RAM):
  - 128 kB (Model 1)
  - 256 kB (Model 2)
  - 640 kB (Model 3)
- 1 of 2 diskettestations voor 3,5-inch diskettes (capaciteit 720 kB);
- Aansluitingen: toetsenbord, ROM-steker, Centronics-interface,
- RS232C seriële interface, aansluiting voor monitor,
- videomodule, extern diskettestation, netvoeding in/uit (200 W)
- Interface kaarten;
  - muisinterface, SASI-interface en klok op batterij (Model 2 en Model 3)
  - ISA interfase card+ hercules graphics card (Magic Combo CT-6190S) met deze kaart is de YES volledig DOS compatibel.